# Todas as Manhãs do Mundo
Todas as manhãs do mundo (em francês: Tous les matins du monde) é um filme francês de 1991 dirigido por Alain Corneau baseado no livro homônimo de Pascal Quignard. Ambientado durante o reinado de Luís XIV, o filme mostra o eminente músico Marin Marais, relembrando sua jovem vida quando ele foi brevemente aluno de Monsieur de Sainte-Colombe, e apresenta muita música do período, especialmente para a viola da gamba. O título do filme é explicado no final do filme; «Todas as matas do mundo sem retorno» ("todas as manhãs do mundo nunca voltam") ditas por Marais no capítulo XXVI do romance de Quignard, quando ele descobre a morte de Madeleine.

## Produção
No mesmo ano do lançamento do livro, o autor Quignard, juntamente com o diretor Alain Corneau, adaptou o romance para o filme estrelado por Jean-Pierre Marielle, Gérard Depardieu, Anne Brochet e Guillaume Depardieu.
O filme gira em torno da vida do compositor do final do século XVII/início do século XVIII, como músico, seu mentor Monsieur de Sainte-Colombe e as filhas de Sainte-Colombe. O envelhecido Marais, interpretado por Gérard Depardieu, narra a história, enquanto o filho de Depardieu, Guillaume Depardieu, interpreta o jovem Marais. O som assustador de seu instrumento, viola de gamba, aqui interpretada por Jordi Savall, é ouvida ao longo do filme e desempenha um papel importante na definição do clima. Embora fictícia, a história é baseada em personagens históricos, e o pouco que se sabe sobre suas vidas é geralmente retratado com precisão.
O filme credita as cenas ambientadas no salão de Luís XV como tendo sido filmadas na Galeria Dourada (Galerie dorée) do Banco da França.

## Enredo
O compositor da corte já envelhecido, Marin Marais (Gérard Depardieu), lembra seu ex-mestre e violista inigualável, o jansenista, Monsieur de Sainte-Colombe. Após a morte de sua esposa, Sainte-Colombe se enterra em sua música, criando suas duas filhas por conta própria, ensinando-as a serem musicistas e tocando com elas para um público nobre local. Sua reputação chega à corte de Luís XIV e o rei envia um enviado, Caignet, para solicitar que ele toque na corte. Sainte-Colombe dispensa bruscamente o enviado, assim como o Abbé Mathieu, outro enviado. Ofendido, o rei garante que pouquíssimos assistam a shows de Sainte-Colombe e suas filhas. Sainte-Colombe se esconde em uma cabana em seu jardim, a fim de aperfeiçoar a arte de tocar viola, e se deliciar com as visões de sua esposa morta.
Alguns anos depois, Marin Marais, de 17 anos, visita Sainte-Colombe, buscando aprender com o mestre. Depois de pouco tempo, Sainte-Colombe não vê mérito musical no jovem e o manda embora, recusando-se a ensiná-lo. Madeleine, a filha mais velha, fica triste por se apaixonar por Marais. Ela ensina a ele o que seu pai lhe ensinou e permite que ele ouça em segredo o pai tocando. Durante esse período, Marais é contratado para ser músico da corte.
Marais e Madeleine começam um relacionamento. Marais deixa Madeleine; ela está grávida e dá à luz um filho morto. Marais se casa com outra mulher, a irmã mais nova de Madeleine se casa e tem cinco filhos, deixando sua vida prosseguir. Mais tarde, Madeleine fica gravemente doente. Sainte-Colombe chama Marais para sua casa, onde Madeleine moribunda pede para ouvir sua antiga amante tocar uma peça que ele escreveu para ela: "La rêveuse" ou "A sonhadora". Depois que Marais sai, Madeleine se enforca com as fitas de um par de sapatos, um presente rejeitado que Marais lhe dera.
Anos mais tarde, o velho Marais volta a aprender com seu mestre; Sainte-Colombe reconhece finalmente a musicalidade de Marais.

## Elenco
| Ator                 | Personagem                 | Ref.          |
| -------------------- | -------------------------- | ------------- |
| Jean-Pierre Marielle | Monsieur de Sainte-Colombe | [ 10 ] [ 11 ] |
| Gérard Depardieu     | Marin Marais               | [ 10 ] [ 11 ] |
| Anne Brochet         | Madeleine                  | [ 10 ] [ 11 ] |
| Guillaume Depardieu  | Marin Marais (jovem)       | [ 10 ] [ 11 ] |
| Carole Richert       | Toinette                   | [ 10 ] [ 11 ] |
| Michel Bouquet       | Baugin                     | [ 10 ] [ 11 ] |
| Jean-Claude Dreyfus  | Abbe Mathieu               | [ 10 ] [ 11 ] |
| Yves Gasc            | Caignet                    | [ 10 ] [ 11 ] |
| Yves Lambrecht       | Charbonnières              | [ 10 ] [ 11 ] |
| Jean-Marie Poirier   | Monsieur de Bures          | [ 10 ] [ 11 ] |
| Myriam Boyer         | Guignotte                  | [ 10 ] [ 11 ] |

## Música
Conforme listado nos créditos do filme, a música executada nos filmes incluem as seguintes:
- Sainte Colombe: Les pleurs; Gavotte du tendre; Le retour
- Marin Marais: Improvisation sur les Folies d'Espagne; L'arabesque; Le Badinage; La rêveuse
- Jean-Baptiste Lully: Marche pour la cérémonie des Turcs
- François Couperin: Troisième leçon de Ténèbres
- Jordi Savall: Prélude pour Monsieur Vauquelin; Une jeune fillette, d’après une mélodie populaire; Fantaisie en mi mineur, d’après un anonyme du XVIIème

Além de Savall, os músicos são Monserrat Figueras e Mari-Cristina Kiehr (sopranos), Christophe Coin e Jérôme Hantaï (viola da gamba), Rolf Lislevand (teoria) e Pierre Hantaï (cravo e órgão).

## Recepção

### Recepção da crítica
Roger Ebert, escreveu para Chicago Sun-Times, uma crítica positiva ao filme e anotou que "(o filme) é sobre um homem a quem a vida deve ter parecido uma vez ilimitada e cujas manhãs estão agora contadas. Esta é uma história simples, composta de três coisas: música, amor e arrependimento."
Mary Ann Johanson, do Flick Filosopher, elogiou o filme e o DVD lançado do filme dizendo que "há uma melancolia assustadora na retrospectiva lamentável de sua história, que - sendo esta a França - também envolve um caso tórrido com a filha de Sainte Colombe."

### Prêmios e indicações
| Ano  | Premiação                                  | Categoria                                           | Recipiente(s)                                                 | Resultado | Ref.          |
| ---- | ------------------------------------------ | --------------------------------------------------- | ------------------------------------------------------------- | --------- | ------------- |
| 1991 | Prémio Louis-Delluc                        | Melhor filme                                        | Todas as manhãs do mundo                                      | Venceu    | [ 15 ]        |
| 1992 | César                                      | Melhor atriz                                        | Anne Brochet                                                  | Venceu    | [ 16 ] [ 17 ] |
| 1992 | César                                      | Melhor fotografia                                   | Yves Angelo                                                   | Venceu    | [ 16 ] [ 17 ] |
| 1992 | César                                      | Melhor figurino                                     | Corinne Jorry                                                 | Venceu    | [ 16 ] [ 17 ] |
| 1992 | César                                      | Melhor diretor                                      | Alain Corneau                                                 | Venceu    | [ 16 ] [ 17 ] |
| 1992 | César                                      | Melhor filme                                        | Todas as manhãs do mundo                                      | Venceu    | [ 16 ] [ 17 ] |
| 1992 | César                                      | Melhor música                                       | Jordi Savall                                                  | Venceu    | [ 16 ] [ 17 ] |
| 1992 | César                                      | Melhor som                                          | Anne Le Campion, Pierre Gamet, Gérard Lamps and Pierre Verany | Venceu    | [ 16 ] [ 17 ] |
| 1992 | César                                      | Melhor ator                                         | Jean-Pierre Marielle                                          | Indicado  | [ 16 ] [ 17 ] |
| 1992 | César                                      | Melhor edição                                       | Marie-Josèphe Yoyotte                                         | Indicado  | [ 16 ] [ 17 ] |
| 1992 | César                                      | Melhor roteiro                                      | Alain Corneau e Pascal Quignard                               | Indicado  | [ 16 ] [ 17 ] |
| 1992 | César                                      | Melhor ator revelação                               | Guillaume Depardieu                                           | Indicado  | [ 16 ] [ 17 ] |
| 1992 | Festival Internacional de Cinema de Berlim | Urso de Prata de Melhor Diretor                     | Alain Corneau                                                 | Venceu    | [ 18 ]        |
| 1993 | Globo de Ouro                              | Globo de Ouro de melhor filme em língua estrangeira | Todas as manhãs do mundo                                      | Indicado  | [ 19 ]        |